# Hvidbjørnen-klassen
Hvidbjørnen-klassen er betegnelsen for fire inspektionsskibe bygget til Søværnet i perioden 1961-1963.
Skibenes opgaver spændte bredt fra suverænitetshåndhævelse til søredning og fiskeriinspektion. Til at hjælpe med dette var skibene endvidere udstyret med en helikopter af typen Alouette III, som dog senere blev udskiftet med en Lynx, som stadig bruges den dag i dag. Helikopterne blev fløjet af piloter fra Søværnets Flyvetjeneste.
De fire enheder i Hvidbjørnen-klassen er:
| Pnt. | Navn        | Kølen lagt       | Søsat             | Indgået            | Navngivet af                       | Skæbne                   | Kaldesignal |
| ---- | ----------- | ---------------- | ----------------- | ------------------ | ---------------------------------- | ------------------------ | ----------- |
| F348 | Hvidbjørnen | 4. juni 1961     | 23. november 1961 | 15. september 1962 | Viceadmiral S.E. Pontoppidan       | Udgået 30. november 1992 | OUEL        |
| F349 | Vædderen    | 30. oktober 1961 | 16. april 1962    | 19. marts 1963     | davæ. Forsvarsminister Poul Hansen | Udgået 31. marts 1992    | OUEM        |
| F350 | Ingolf      | 5. december 1961 | 27. juli 1962     | 27. juli 1963      | Kontreadmiral A. Helms             | Udgået 2. december 1991  | OUEN        |
| F351 | Fylla       | 27. juni 1962    | 18. december 1962 | 10. juli 1963      | Viceadmiral S.E. Pontoppidan       | Udgået 11. juli 1991     | OUEO        |